# 姚详
姚详（4世紀—411年），十六国军事人物，后秦安远将军，姚苌哥哥的孙子。
386年（后秦建初元年、前秦太初元年、晋孝武帝太元十一年），后秦皇帝姚苌的弟弟姚硕德自称征西将军，在冀城（今甘肃省甘谷县西南四十里）响应姚苌。姚苌任命姚详为安远将军，据守陇城（今甘肃省秦安县东北九十里陇城）。389年（后秦建初四年、前秦太初四年、太元十四年），前秦皇帝苻登向东退守，姚苌命令姚硕德任命秦州地方官。姚硕德于是便派他的堂弟姚常戍守陇城，邢奴戍守冀城，姚详戍守略阳（今甘肃省天水市东北渭水北岸）。杨定发兵攻破陇城、冀城，斩杀了姚常，擒获了邢奴，姚详则放弃略阳，逃奔阴密（今甘肃省灵台县西五十里）。394年（后秦建初九年、前秦太初九年、太元十九年）四月，苻登从六陌进发到废桥，姚详担任始平郡（今陕西省兴平市东南十里）太守，据守马嵬堡（今陕西省兴平市西二十五里马嵬镇）准备和他对抗。后秦太子姚兴派遣尹纬带领兵马前去营救姚详，尹纬击败前秦部队。
匈奴铁弗人刘勃勃从后秦独立，409年（后秦弘始十一年、夏国龙昇三年、晋安帝义熙五年），后秦君主姚兴准备亲自带兵征讨夏王刘勃勃，到达贰城（今陕西省黄陵县西北），派安远将军姚详等人分别督运粮草。刘勃勃乘虚突袭，姚兴打算轻装骑马去到姚详那里躲避。姚兴与刘勃勃对战，后秦军大败，姚兴回到长安。411年（后秦弘始十三年、夏国龙昇五年、晋安帝义熙七年）正月，安远将军姚详屯扎在杏城（今陕西省黄陵县西南十里）。姚详被夏王刘勃勃逼迫，向南逃奔大苏（今陕西省黄陵县南）。刘勃勃派鹿奕干追上姚详并把姚详杀死，俘虏了姚详的全部部众。